# CryptoParty

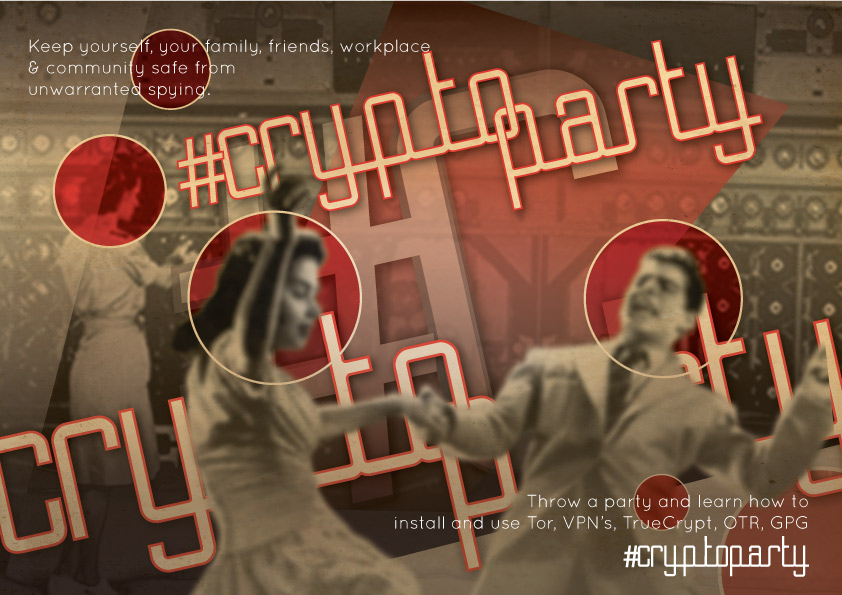
Beispielflyer. Der elektromechanische Computer im Hintergrund ist die U.S.-Navy-Bombe, die während des Zweiten Weltkrieges half, die Enigma zu analysieren.

Eine CryptoParty (auch Kryptoparty) bezeichnet ein Treffen von Menschen mit dem Ziel, sich gegenseitig grundlegende Verschlüsselungs- und Verschleierungstechniken (zum Beispiel Tor, VPN, OpenPGP, Festplattenverschlüsselung und OTR) beizubringen. CryptoPartys sind öffentlich und unkommerziell, mit dem Fokus auf Open-Source-Software.

## Entstehung
Vorläuferin der CryptoParty ist die Keysigning-Party. Diese kam auf, um die Verbreitung von PGP zu fördern und durch gegenseitiges Signieren von PGP-Schlüsseln ein Web of Trust aufzubauen.
Als Nachfolger der Cypherpunks wurde das Konzept im späten August 2012 in einer beiläufigen Twitter-Konversation zwischen einer australischen Datenschutz-Aktivistin (mit dem Pseudonym Asher Wolf) und Computersicherheitsexperten erdacht, nachdem das Cybercrime Legislation Amendment Bill 2011 vom australischen Parlament verabschiedet und der Vorschlag eines zweijährigen Vorratsdatenspeicherungsgesetzes gemacht wurde.
Die DIY-Bewegung wurde sofort viral, mit einem Dutzend unabhängig organisierten CryptoPartys in Australien, Deutschland, den USA und Großbritannien. Bald wurden viele mehr in Chile, den Niederlanden, Hawaii, Asien etc. abgehalten. Die Tor-Benutzung in Australien stieg deutlich und dauerhaft an und die CryptoParty in London mit 130 Anwesenden musste vom London Hackspace zum Google Campus verlagert werden. Weltweit wurden bis Mitte 2013 über 100 CryptoPartys, davon einige regelmäßig, abgehalten.

## Rezeption
CryptoParty erhielt bald Unterstützungserklärungen von der Electronic Frontier Foundation, (mindestens Teilen von) AnonyOps, dem NSA-Whistleblower Thomas Drake, Wikileaks-Hauptredakteurin Heather Marsh und Wired-Reporterin Quinn Norton. Eric Hughes, der 1993 A Cypherpunk’s Manifesto geschrieben hatte, hielt die Eröffnungsrede Putting the Personal Back in Personal Computers auf der Amsterdamer CryptoParty am 27. September 2012. Marcin de Kaminski, Gründungsmitglied von Piratbyrån und des Hacker-Kollektivs Telecomix, hält CryptoParty für das „wichtigste zivilgesellschaftliche Projekt“ heute, und Cory Doctorow charakterisierte eine CryptoParty als „eine Tupperware-Party zum Lernen von Kryptographie“.

## CryptoParty Handbook
Der erste Entwurf des 442-seitigen CryptoParty Handbooks (in gebundener Form erhältlich) wurde mit dem Book-Sprint-Verfahren in nur drei Tagen geschrieben und am 4. Oktober 2012 unter der CC-BY-SA-3.0-Lizenz veröffentlicht. Es wird ständig verbessert.

## Aktuelle Initiativen
Auf cryptoparty.in werden die weltweit stattfindenden CryptoPartys gelistet. Für den deutschsprachigen Raum finden sich dort Initiativen in etwa 30 deutschen Großstädten, aber auch solche in Graz, Innsbruck und Wien sowie verschiedenen Schweizer Städten. Für Österreich gibt es zusätzlich eine eigene Plattform cryptoparty.at.

## Spam-Attacken und Außerbetriebsetzung
Im April und Mai 2013 wurde die Hauptwikiseite der Bewegung, cryptoparty.org, von einer Serie von Spam-Attacken getroffen. Dies hatte die Außerbetriebsetzung der Seite durch den damaligen Administrator zur Folge. Inzwischen ist die Webseite unter cryptoparty.in erreichbar.

## Beteiligung von Edward Snowden
Im Mai 2014 berichtete das Wired Magazin, dass Edward Snowden eine lokale CryptoParty in einem kleinen Hackerspace in Honolulu, Hawaii organisiert hat. Die CryptoParty fand am 11. Dezember 2012 statt, also sechs Monate, bevor er durch die geleakten Dokumente im Zug der Globale Überwachungs- und Spionageaffäre international bekannt wurde und als er noch als Angestellter der NSA bei Dell arbeitete. Bei der CryptoParty brachte er 20 Personen bei, wie sie ihre Festplatten verschlüsseln und anonym das Internet benutzen können. Die Veranstaltung wurde von Snowdens Freundin Lindsay Mills gefilmt, wobei das Videomaterial jedoch nie online veröffentlicht wurde. In einem nachfolgenden Beitrag im CryptoParty-Wiki bezeichnete Snowden die Veranstaltung als einen „großen Erfolg“.